# Harbeck-Fruitdale
Harbeck-Fruitdale é uma Região censo-designada localizada no estado norte-americano de Oregon, no Condado de Josephine.

## Demografia
Segundo o censo norte-americano de 2000, a sua população era de 3780 habitantes.

## Geografia
De acordo com o United States Census Bureau tem uma área de
4,2 km², dos quais 4,1 km² cobertos por terra e 0,1 km² cobertos por água.

## Localidades na vizinhança
O diagrama seguinte representa as localidades num raio de 32 km ao redor de Harbeck-Fruitdale.